# بافنوتي تشيبيشيف
بافنوتي تشيبيشيف (بالروسية: Пафну́тий Льво́вич Чебышёв) هو عالم رياضيات روسي ولد في 16 مايو عام 1821 وتوفي في 8 ديسمبر عام 1894.

## سيرته الذاتية

### نشأته
ولد بافنوتي تشيبيشيف في عائلة مكونة من تسعة أطفال في قرية أوكاتوفو في مدينة بوروفسك في إقليم كالوغا.

## مساهماته في الرياضيات
عرف تشيبيشيف أساسا بفضل أعماله في مجالات الاحتمال والإحصاء والميكانيكا ونظرية الأعداد. انظر إلى متراجحة تشيبيشيف.
تنص مبرهنة بيرتراند-تشيبيشيف والذي يعود تاريخها إلى ما بين عامي 1845 و 1852، على أنه إذا توفر {\displaystyle n>3}، فإنه يوجد عدد أولي {\displaystyle p} حيث {\displaystyle n<p<2n}. بتعبير آخر، يوجد دائما عدد أولي محصور بين عدد طبيعي وضعفه كلما كان هذا العدد أكبر قطعا من الثلاثة. هذا الأمر هو نتيجة مباشرة للمتراجحات اللائي وصل إليهن تشيبيشيف، والمتعلقة بحساب عدد الأعداد الأولية الأصغر من عدد طبيعي ما، والذي يرمز إليه ب {\displaystyle \pi (n)}. وصل تشيبيشيف إلى هذه المتراجحات أثناء محاولته البرهان على مبرهنة الأعداد الأولية.
إنها تنص على أن عدد الأعداد الأولية الأصغر من عدد ما، أي {\displaystyle \pi (n)}، هو كمية تقترب، أو تكافئ الكمية {\displaystyle n/\log(n)}.
انظر إلى متعددات الحدود لشيبيشيف.

## وصلات خارجية
- بافنوتي تشيبيشيف على موقع الموسوعة البريطانية (الإنجليزية)
- بافنوتي تشيبيشيف في شجرة علماء الرياضيات